# تاریخ استعمار

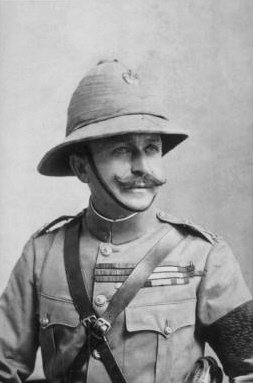
از کلاه پنبه‌ای به عنوان یکی از نمادهای استعمار قدرت‌های امپریالیست اروپایی یاد می‌شود.

گرچه استعمار پیشینهٔ کهن دارد، اما تاریخ مفهوم جدید آن از قرن‌های شانزدهم و هفدهم آغاز می‌شود. تاریخ استعمار را از دورهٔ باستان تاکنون می‌توان به چهار دوره بخش کرد. سه دوره اول، مجموعاً تحت عنوان استعمار کهن قرار می‌گیرند:

## دورهٔ اول
نوشتار اصلی: استعمار دورهٔ باستان
استعمار دورهٔ باستان نخستین دوره از استعمار در سطح جهان است. تاریخ استعمارگری با دست‌اندازی فنیقی‌ها بر کرانه‌های دریای مدیترانه آغاز می‌شود.

## استعمار دورهٔ دوم
دومین دوره از روند استعمارگری در سطح جهان در قرن‌های ۱۵ و ۱۶ اتفاق افتاد. مستعمره‌های ایتالیایی به دوره‌ای از تاریخ استعمار که مرکز آن مدیترانه بود پایان داد، و از آن پس تاریخ استعمار بر محور اقیانوس‌های اطلس-هند، و سپس اقیانوس آرام گشته‌است. از این دوره‌است که نفوذ اروپا در دنیای غیر اروپایی گسترش می‌یابد. کشف قارهٔ آمریکا دولت‌های بزرگ اروپایی (اسپانیا، پرتغال، فرانسه، انگلستان، هلند) را برانگیخت که به تصرف سرزمین‌های تازه یافتهٔ آن قاره بپردازند و این سرآغاز استعمار جدید و تشکیل امپراتوری نو است.
امپراتوری اسپانیا در آمریکای مرکزی و جنوبی در اوایل سدهٔ شانزدهم وسعت گرفت و دولت پرتغال که برزیل را تصرف کرده بود، به کرانهٔ غربی چشم داشت. از این زمان فرانسه، انگلستان و هلند هم به پیروی از اسپانیا و پرتغال وارد میدان شدند، و در آمریکای شمالی، جزایر هند غربی، کرانه‌های آفریقا و آسیا چندین مستعمره و ماندگان تجارتی برای خود فراهم کردند. اگرچه به دنبال آنان دانمارکی‌ها و سوئدی‌ها هم در این موج گسترش‌گری و استعمارگری شرکت جستند، اما در سده‌های هفدهم و هجدهم دولت‌های اروپای غربی پیشگام استعمار بودند. در این دوره، انگیزه‌های استعمار بیشتر همان انگیزه‌های دوره‌های پیشین بود یعنی دست یافتن به منابع تازه یا گسترش داد و ستد بازرگانی، ولی حادثه‌جویی و فشار مذهبی و سیاسی هم در مهاجرت اروپاییان و تشکیل مستعمره‌ها بی‌اثر نبود.
پس از آن دورهٔ جنگ‌های استعماری آغاز شد و چند جنگ بین دولت‌های اروپایی سبب دست به دست گشتن مستعمره‌ها شد. هلند بر سر جزایر سپیک بر پرتغال چیره شد، انگلستان برای چنگ انداختن بر بازرگانی کرانه‌های آفریقا و هند با فرانسه از در جنگ درآمد، و سرانجام، مستعمره‌های فرانسه در کاندان و برخی جزایر هند غربی زیر نظارت انگلستان قرار گرفت. قرن هفدهم دورهٔ رشد شتابان سیاست استعماری بود و دو عامل در پیروزی‌های دولت‌‌های استعمارگر نقش عمده و سرنوشت‌ساز یافت، یکی قدرت نیروی دریایی برای از بین بردن رقیبان، و دیگری، تولید یا فرام کردن کالاهای صنعتی برای حمل به مستعمره‌ها با کشتی. اسپانیای قرن هفدهم این هر دو را نداشت و هلند یارای رقابت با فرانسه و انگلستان را نداشت، و در نتیجه این دو دولت سرآمد دولت‌های استعمارگر شدند. این دوره از تاریخ استعمار در اواخر قرن هجدهم به پایان رسید.

## استعمار دورهٔ سوم
سومین دورهٔ استعمارگری در جهان، در سده‌های نوزدهم و بیستم اتفاق افتاد. رشد داد و ستد اقتصادی به انقلاب صنعتی انجامید و بنیاد اقتصادی و سیاسی کشورهای استعمارگر را دیگرگون کرد و کار بهره‌کشی از منابع مستعمره‌ها بیش از پیش بالا گرفت و این سرزمین‌ها مبدل به منابع مادهٔ خام برای صنایع کشورهای صنعتی و بازار فراورده‌های آن‌ها شدند. دورهٔ انقلاب‌های اروپایی با موج آزادی‌خواهی مستعمره‌ها همراه شد. ایالات متحد آمریکا (مستعمرهٔ پیشین انگلستان در آمریکای شمالی) در این راه پیشگام شد، و به دنبال آن انقلاب‌ها و نهضت‌های آزادی‌خواه در آمریکای مرکزی و جنوبی، که استعمار اسپانیا و پرتغال آن‌ها را ویرانه کرده بود، درگرفت.
سال‌های نخست سده نوزدهم با توسعهٔ مستعمره‌های بریتانیا در کانادا و ایجاد مستعمره‌های جدید در استرالیا، آفریقای جنوبی و زلاندنو قرین بود. مهاجرت‌های بزرگی که در ساهای میانهٔ این قرن رخ داد و افزایش تقاضای انگلستان صنعتی برای مواد غذایی و مواد خام این مستعمره‌ها را به صورت دومینیون‌های بزرگی دراورد که دولت‌هایشان نیمه‌استقلالی داشتند. در همان زمان منافع بازرگانی بریتانیا سبب توسعهٔ نظارت این دولت بر نواحی استوایی و تأسیس «مستعمرات فرمانگزار» زیر نظارت و ادارهٔ وزارت مستعمرات انگلستان شد.
در ربع آخر قرن نوزدهم، بر اثر رشد صنعت و سرمایه‌داری، بار دیگر رقابت‌ها و مبارزه‌های بین‌المللی استعماری اوج گرفت و در نتیجه، دامنهٔ نفوذ فرانسه به شمال آفریقا کشیده شد و این دولت قسمت‌های بزرگی از آفریقای شمالی را زیر سلطه و نظارت خود درآورد. به دنبال فرانسه، اسپانیا و ایتالیا و هم دامنهٔ نفوذ خود را تا آن حدود گسترش دادند. آلمان در پایان قرن نوزدهم وارد کشاکش‌های استعماری شد و با ورود این دولت به میدان، تقسیم سرزمین‌های آفریقایی بین دولت‌های استعمارگر همه‌گیر شد و سرانجام، انواع تازه‌ای از مستعمره با عنوان تحت‌الحمایه و حوزهٔ نفوذ پیدا شد. کشاکش بر سر جزایر اقیانوس آرام و برپا کردن قرارگاه‌های تجارتی در چین، که با رخدادهای اخیر همراه شد، ایالات متحد آمریکا را به عنوان یک دولت استعمارگر جدید در صحنهٔ کشاکش‌های استعماری پدیدار کرد. جنگ جهانی اول تقسیم مستعمره‌ها را متعادل‌تر کرد و در عین حال، نوع جدیدی از مستعمره را به انواع پیشین افزود و آن «سرزمین زیرسرپرستی» بود. پیدایش نهضت‌های ملی در آسیا و آفریقا، به ویژه پس از جنگ جهانی دوم، به سروری استعماری اروپا بر بسیاری از سرزمین‌های این دو قاره پایان داد و امروز، جز چند منطقهٔ کوچک در این دو قاره، مستعمره به معنای قدیم آن وجود ندارد.

## استعمار نو
نوشتار اصلی: استعمار نو
استعمار نو، مفهومی است که به روش‌هایی گفته می‌شود که پس از دوران استعمار کهن، برای تسلط اقتصادی و سیاسی بر کشورها و بهره گرفتن از آن‌ها به‌کار گرفته می‌شود.